# Ectropothecium mac-gregorii
Ectropothecium mac-gregorii är en bladmossart som beskrevs av Brotherus och Geheeb 1898. Ectropothecium mac-gregorii ingår i släktet Ectropothecium och familjen Hypnaceae. Inga underarter finns listade i Catalogue of Life.